# Egidius Meijer
Egidius Hubertus Anna Maria Meijer (Maastricht, 1 mei 1908 – 11 maart 1992) was een Nederlands burgemeester.
Hij werd geboren als zoon van François Egidius Hubertus Meijer (1881-1944) en Anna Maria Dupuits (1878-1956). Na het gymnasium aan het Bisschoppelijke College in Roermond ging hij rechten studeren aan de Katholieke Universiteit Nijmegen. Hij is daar in 1933 afgestudeerd waarna hij als volontair ging werken bij de gemeentesecretarie van Voerendaal. In mei 1935 werd Meijer benoemd tot burgemeester van Borgharen en in mei 1952 volgde zijn benoeming tot burgemeester van Elsloo. In 1973 ging hij daar met pensioen en begin 1992 overleed hij op 83-jarige leeftijd.